# Canton de Sittwe
Le canton de Sittwe (birman : စစ်တွေမြို့နယ်) est un canton du district de Sittwe, dans l'État de Rakhine, en Birmanie. La ville principale est Sittwe.

## Démographie
Le recensement de 2014 en Birmanie (en) indique que la population du canton de Sittwe est estimée à 150 735 habitants. La densité de population est de 1 289,5 personnes par km². Le recensement indique que l'âge médian est de 26,8 ans et de 91 hommes pour 100 femmes. Il y a 29 036 ménages, la taille moyenne des ménages étant de 4,8.
Le rapport 2019 du Département de l'administration générale (en) montre une augmentation massive de la population entre 2018 et 2019. En 2019, on compte 170 355 étrangers d'origine bangladaise, ce qui fait des bengalis le groupe ethnique majoritaire du canton. En conséquence, l'islam est la religion majoritaire du canton, ce qui en fait l'un des rares cantons de Birmanie où le bouddhisme n'est pas la religion majoritaire.